# Segretario della salute e dei servizi umani degli Stati Uniti d'America
Il segretario della salute e dei servizi umani degli Stati Uniti d'America (in inglese United States Secretary of Health and Human Services) è un membro del gabinetto del presidente degli Stati Uniti d'America ed è il capo del Dipartimento della salute e dei servizi umani degli Stati Uniti d'America.
Fino al 1979 veniva denominato "segretario della salute, dell'istruzione e del benessere", finché non fu creato il nuovo Dipartimento dell'istruzione.

## Elenco dei segretari
Partiti
  Democratico
  Repubblicano
  Indipendente
| Segretari della salute, dell'istruzione e del benessere | Segretari della salute, dell'istruzione e del benessere | Segretari della salute, dell'istruzione e del benessere | Segretari della salute, dell'istruzione e del benessere | Segretari della salute, dell'istruzione e del benessere | Segretari della salute, dell'istruzione e del benessere | Segretari della salute, dell'istruzione e del benessere | Segretari della salute, dell'istruzione e del benessere |
| N.                                                      | Foto                                                    | Nome                                                    | Stato di residenza                                      | Mandato                                                 | Mandato                                                 | Presidente                                              | Presidente                                              |
| N.                                                      | Foto                                                    | Nome                                                    | Stato di residenza                                      | Inizio                                                  | Termine                                                 | Presidente                                              | Presidente                                              |
| ------------------------------------------------------- | ------------------------------------------------------- | ------------------------------------------------------- | ------------------------------------------------------- | ------------------------------------------------------- | ------------------------------------------------------- | ------------------------------------------------------- | ------------------------------------------------------- |
| 1                                                       |                                                         | Oveta Culp Hobby                                        | Texas                                                   | 11 aprile 1953                                          | 31 luglio 1955                                          |                                                         | Dwight D. Eisenhower                                    |
| 2                                                       |                                                         | Marion B. Folsom                                        | New York                                                | 2 agosto 1955                                           | 31 luglio 1958                                          |                                                         | Dwight D. Eisenhower                                    |
| 3                                                       |                                                         | Arthur S. Flemming                                      | Ohio                                                    | 1º agosto 1958                                          | 19 gennaio 1961                                         |                                                         | Dwight D. Eisenhower                                    |
| 4                                                       |                                                         | Abraham A. Ribicoff                                     | Connecticut                                             | 21 gennaio 1961                                         | 13 luglio 1962                                          |                                                         | John F. Kennedy                                         |
| 5                                                       |                                                         | Anthony J. Celebrezze                                   | Ohio                                                    | 31 luglio 1962                                          | 17 agosto 1965                                          |                                                         | John F. Kennedy                                         |
| 5                                                       | Lyndon B. Johnson                                       |                                                         | Ohio                                                    | 31 luglio 1962                                          | 17 agosto 1965                                          |                                                         |                                                         |
| 6                                                       |                                                         | John W. Gardner                                         | California                                              | 18 agosto 1965                                          | 1º marzo 1968                                           |                                                         |                                                         |
| 7                                                       |                                                         | Wilbur J. Cohen                                         | Michigan                                                | 16 maggio 1968                                          | 20 gennaio 1969                                         |                                                         |                                                         |
| 8                                                       |                                                         | Robert H. Finch                                         | California                                              | 21 gennaio 1969                                         | 23 giugno 1970                                          |                                                         | Richard Nixon                                           |
| 9                                                       |                                                         | Elliot L. Richardson                                    | Massachusetts                                           | 24 giugno 1970                                          | 29 gennaio 1973                                         |                                                         | Richard Nixon                                           |
| 10                                                      |                                                         | Caspar W. Weinberger                                    | California                                              | 12 febbraio 1973                                        | 8 agosto 1975                                           |                                                         | Richard Nixon                                           |
| 10                                                      | Gerald Ford                                             | Caspar W. Weinberger                                    | California                                              | 12 febbraio 1973                                        | 8 agosto 1975                                           |                                                         |                                                         |
| 11                                                      |                                                         | F. David Mathews                                        | Alabama                                                 | 8 agosto 1975                                           | 20 gennaio 1977                                         |                                                         |                                                         |
| 12                                                      |                                                         | Joseph A. Califano, Jr.                                 | Distretto della Columbia                                | 25 gennaio 1977                                         | 3 agosto 1979                                           |                                                         | Jimmy Carter                                            |
| 13                                                      |                                                         | Patricia Roberts Harris                                 | Distretto della Columbia                                | 3 agosto 1979                                           | 4 maggio 1980                                           |                                                         | Jimmy Carter                                            |
| Segretari della salute e dei servizi umani              |                                                         |                                                         |                                                         |                                                         |                                                         |                                                         |                                                         |
| N.                                                      | Foto                                                    | Nome                                                    | Stato di residenza                                      | Mandato                                                 | Mandato                                                 | Presidente                                              | Presidente                                              |
| N.                                                      | Foto                                                    | Nome                                                    | Stato di residenza                                      | Inizio                                                  | Termine                                                 | Presidente                                              | Presidente                                              |
| 13                                                      |                                                         | Patricia Roberts Harris                                 | Distretto della Columbia                                | 4 maggio 1980                                           | 20 gennaio 1981                                         |                                                         | Jimmy Carter                                            |
| 14                                                      |                                                         | Richard S. Schweiker                                    | Pennsylvania                                            | 22 gennaio 1981                                         | 3 febbraio 1983                                         |                                                         | Ronald Reagan                                           |
| 15                                                      |                                                         | Margaret M. Heckler                                     | Massachusetts                                           | 9 marzo 1983                                            | 13 dicembre 1985                                        |                                                         | Ronald Reagan                                           |
| 16                                                      |                                                         | Otis R. Bowen                                           | Indiana                                                 | 13 dicembre 1985                                        | 20 gennaio 1989                                         |                                                         | Ronald Reagan                                           |
| 17                                                      |                                                         | Louis W. Sullivan                                       | Georgia                                                 | 1º marzo 1989                                           | 20 gennaio 1993                                         |                                                         | George H. W. Bush                                       |
| 18                                                      |                                                         | Donna Shalala                                           | Wisconsin                                               | 22 gennaio 1993                                         | 20 gennaio 2001                                         |                                                         | Bill Clinton                                            |
| 19                                                      |                                                         | Tommy G. Thompson                                       | Wisconsin                                               | 2 febbraio 2001                                         | 26 gennaio 2005                                         |                                                         | George W. Bush                                          |
| 20                                                      |                                                         | Michael O. Leavitt                                      | Utah                                                    | 26 gennaio 2005                                         | 20 gennaio 2009                                         |                                                         | George W. Bush                                          |
| 21                                                      |                                                         | Kathleen Sebelius                                       | Kansas                                                  | 28 aprile 2009                                          | 9 giugno 2014                                           |                                                         | Barack Obama                                            |
| 22                                                      |                                                         | Sylvia Mathews Burwell                                  | Virginia Occidentale                                    | 9 giugno 2014                                           | 20 gennaio 2017                                         |                                                         | Barack Obama                                            |
| 23                                                      |                                                         | Tom Price                                               | Georgia                                                 | 10 febbraio 2017                                        | 29 settembre 2017                                       |                                                         | Donald Trump                                            |
| 24                                                      |                                                         | Alex Azar                                               | Indiana                                                 | 29 gennaio 2018                                         | 20 gennaio 2021                                         |                                                         | Donald Trump                                            |
| 25                                                      |                                                         | Xavier Becerra                                          | California                                              | 19 marzo 2021                                           | 20 gennaio 2025                                         |                                                         | Joe Biden                                               |
| 26                                                      |                                                         | Robert F. Kennedy Jr.                                   | California                                              | 13 febbraio 2025                                        | in carica                                               |                                                         | Donald Trump                                            |